# Newmillerdam
Newmillerdam – wieś w Anglii, w hrabstwie ceremonialnym West Yorkshire, w dystrykcie metropolitalnym Wakefield. Leży 19 km na południe od miasta Leeds i 254 km na północ od Londynu.